# میا ماگما
میا ماگما (انگلیسی: Mia Magma؛ زادهٔ ۹ دسامبر ۱۹۸۶) خواننده، مدل و بازیگر پورنوگرافی پیشین اهل آلمان است.